# Nikodem (Skrebnicki)
Nikodem, nazwisko świeckie: Skrebnicki, także spotykany wariant: Srebnicki (ur. pod koniec XVII w. na Ukrainie Naddnieprzańskiej, zm. 10 czerwca?/21 czerwca 1751 w Perejasławiu) – biskup Rosyjskiego Kościoła Prawosławnego pochodzenia ukraińskiego.

## Życiorys
Edukację wyższą w dziedzinie teologii rozpoczął w Kijowskiej Akademii Duchownej, zaś zakończył w Moskiewskiej Akademii Duchownej. W 1720 złożył wieczyste śluby mnisze i został przełożonym monasteru św. Mikołaja w Białogrodzie oraz sędzią sądu duchownego przy eparchii białogrodzkiej. Po jedenastu latach został przeniesiony do eparchii pskowskiej jako przełożony Monasteru Snietogórskiego. Następnie od 1734 do 1736 był przełożonym monasteru św. Hipacego w Kostromie, zaś od 1736 do 1738 - Monasteru Nowospasskiego. Objęcie tej godności oznaczało równocześnie wejście do Świątobliwego Synodu Rządzącego.
6 grudnia 1738 miała miejsce jego chirotonia na biskupa czernihowskiego i nowogrodzko-siewierskiego. Dwa lata później otrzymał nominację do objęcia katedry tobolskiej; po intronizacji w Tobolsku miał również zostać podniesiony do godności metropolity. Nie wyjechał jednak do wskazanego miasta i przez dwa lata nie był ordynariuszem żadnej eparchii. 1 września 1742 został pierwszym biskupem petersburskim.
W 1745 na własną prośbę został przeniesiony na katedrę perejasławską i boryspolską. W eparchii tej działał na rzecz poprawy poziomu moralności i wykształcenia duchowieństwa oraz zwalczał przesądy. Był hierarchą władczym i surowym. Zmarł w 1751 i został pochowany w klasztorze w Perejasławiu.